# Селище (гміна Дубенка)
Селище (пол. Siedliszcze, Седліще) — село в Польщі, у гміні Дубенка Холмського повіту Люблінського воєводства. Населення — 285 осіб (2011).

## Історія
1480 року вперше згадується православна церква в селі.
За даними етнографічної експедиції 1869—1870 років під керівництвом Павла Чубинського, у селі проживали греко-католики, які розмовляли українською мовою.
У 1975—1998 роках село належало до Холмського воєводства.

## Населення
Демографічна структура станом на 31 березня 2011 року:
|          | Загалом | Допрацездатний вік | Працездатний вік | Постпрацездатний вік |
| -------- | ------- | ------------------ | ---------------- | -------------------- |
| Чоловіки | 140     | 27                 | 96               | 17                   |
| Жінки    | 145     | 30                 | 86               | 29                   |
| Разом    | 285     | 57                 | 182              | 46                   |